# 神籬

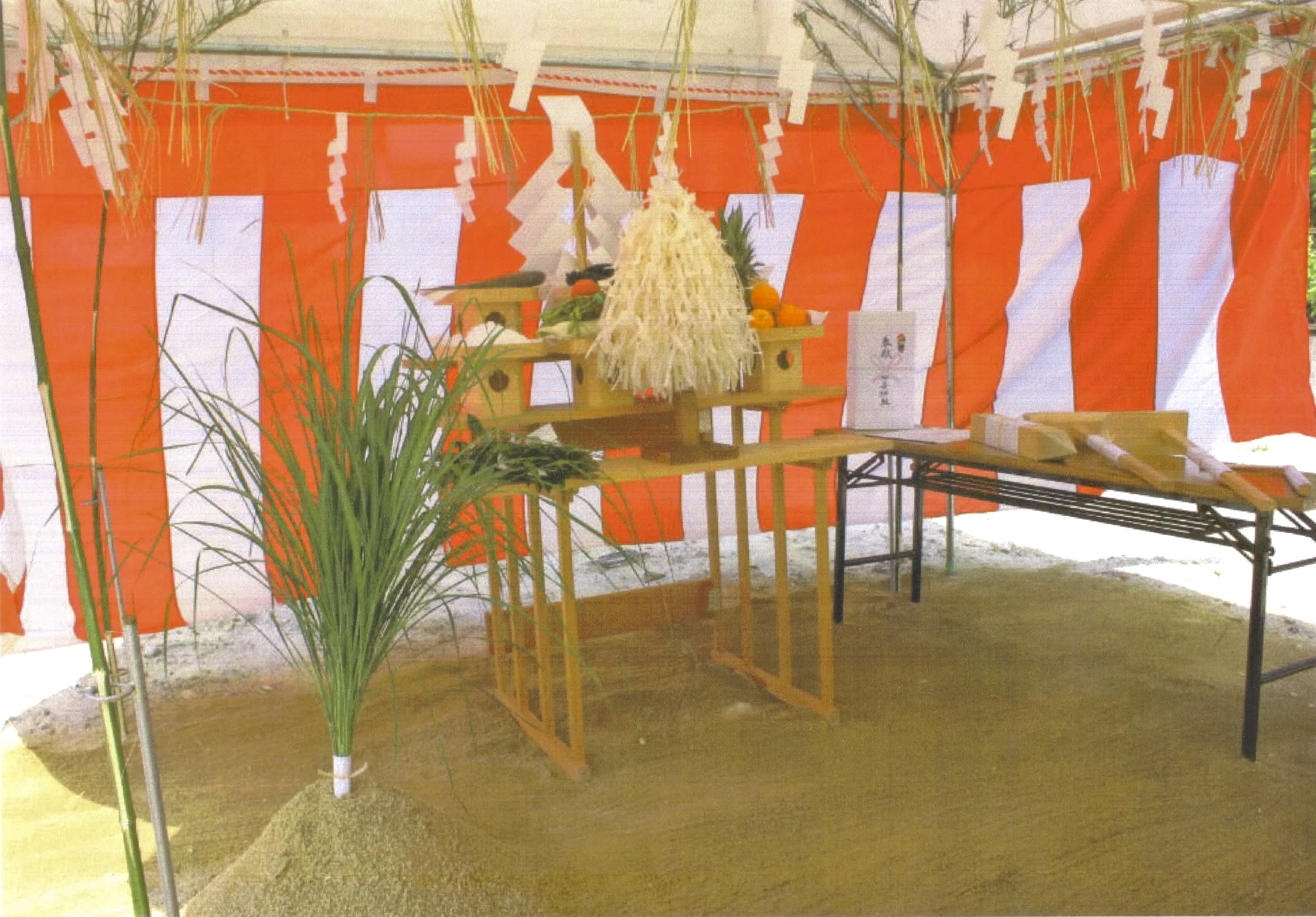
地鎮祭中的神籬

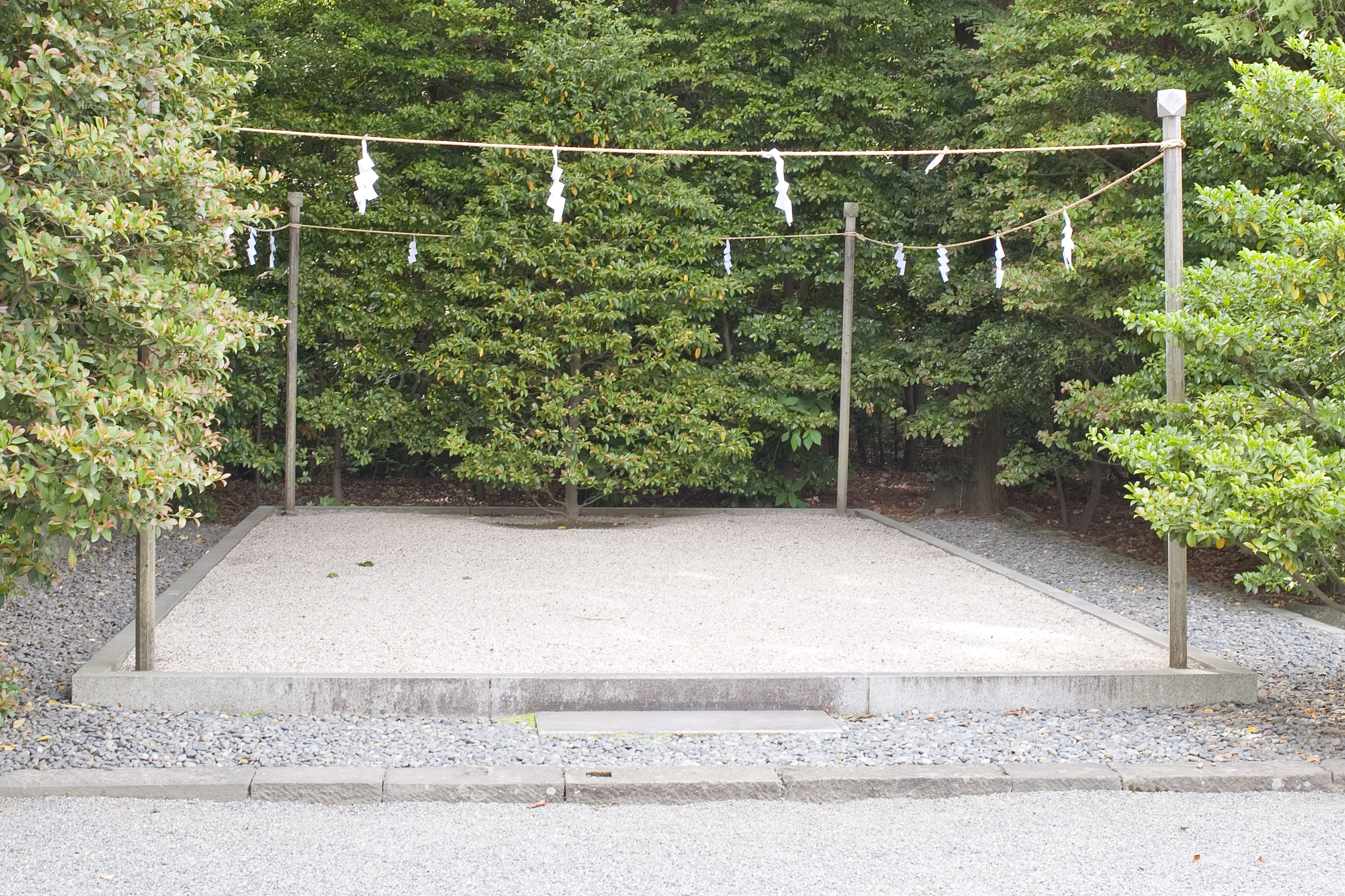
神籬

神籬（日语：／ Himorogi）是除了神社和神壇以外的祭祀地點，作為神明臨時憑依的載體。

## 語意
ひ是神靈的意思、もろ是由天上下凡，ぎ則是樹，因此ひもろぎ即為神下凡來人間時憑依之物。

## 起源
過去的日本人相信大自然中的山、石頭、樹木和海洋可以作為神明棲宿的地方，因此他們會祭拜這些自然中的景物；以前日本人祭拜神的方法並不像現今一樣是以蓋神社的方式來祭拜，而是利用這些景物來召喚神明進行祭拜，當時，這些作為召喚的地方就稱為神籬，之後祭拜的形式才改為以神社為主。

## 現在用途
現在神籬的作用是作為地鎮祭來使用，地鎮祭是在動土前為了祈求動工安全、土地平安所進行的儀式，神籬的製作方法是在常綠植物上圍上一種稱為木綿的布條並加上紙垂。